# Matilde Valencia Flores
Matilde Valencia Flores es una psicóloga mexicana reconocida internacionalmente por sus aportaciones científicas al campo de los trastornos del dormir. Desde 1994 se desempeña como Coordinadora de la Clínica de Trastornos del dormir bajo convenio entre la Universidad Nacional Autónoma de México y el Instituto Nacional de Ciencias Médicas y Nutrición Salvador Zubirán, bajo este cargo ha realizado actividades de investigación, docencia, formación de recursos humanos y atención a pacientes, así como de difusión en pro de la prevención de los trastornos del dormir por los efectos deletéreos que estos tienen sobre la salud.

## Formación académica
Obtuvo los grados de Mestría y Doctorado en Psicología por la UNAM, además de 1991 a 1992 realizó estudios de Posdoctorado en la Universidad de Stanford en la Sleep Disorders Clinic, bajo la tutoría del Dr. Cristian Guilleminaut y la asesoría del Dr. Donald Bliwise gracias a la beca de la Dirección General de Asuntos del Personal Académico de la UNAM. Apelando a la misma beca,  realizó una estancia de Investigación en Sleep Metabolism and Health Center (SMAHC), Department of Medicine, The University of Chicago, Chicago, Illinois, USA en 2014.

## Trayectoria
Pertenece al Sistema Nacional de Investigadores y es miembro de las siguientes asociaciones:  American Academy of Sleep Medicine, World Association of Sleep Medicine, Society of Behavioral Sleep Medicine, Academia Mexicana de Medicina del Dormir, A.C., y a la Sociedad Mexicana de Investigación y Estudios del Sueño.
Está adscrita a la División de Estudios de Posgrado de la UNAM en el área de Neurociencias, donde se desempeña como tutora y cotutora en los Programa de Maestría y Doctorado, además desempeña sendas labores de tutoría en el Programa de Maestría y Doctorado en Ciencias Médicas, Odontológicas y de la Salud, de la Facultad de Medicina de la misma Universidad en donde ha contribuido a la formación de recursos humanos en las especialidades de psiquiatría, neurología, neurofisiología y geriatría, entre otros.
En conjunto personal de la División de Posgrado del área Educativa de la Facultad de Psicología de la UNAM, en 2009 desarrolló y creó el Programa de la Maestría con Residencia en Trastornos del Dormir de la UNAM. Esta maestría es única en su tipo en América Latina.

### Investigación
Sus líneas de trabajo se enfocan, principalmente en trastornos de sueño en pacientes con enfermedades hepáticas, disminución de peso corporal a través de dieta y el impacto del tratamiento de alteraciones en la respiración durante el sueño, trastornos del Dormir en el ámbito de la Medicina Interna;además ha incursionado en el estudio de los trastornos de sueño con perspectiva de género, en relación con la población estudiantil y población con obesidad entre otras comorbilidades.